# Sozialbrache
Die Sozialbrache ist das Brachfallen landwirtschaftlicher Nutzflächen infolge Nutzungsaufgabe aufgrund von Veränderungen im Sozialgefüge („Strukturwandel“) der ländlichen Bevölkerung. Dieser Begriff aus der Sozialgeographie wurde 1956 von Wolfgang Hartke geprägt.
In Abgrenzung zur „Flurwüstung“, die es im Mittelalter immer wieder gab, ist die Sozialbrache mit einer Hebung des Lebensstandards der ländlichen und der Gesamtbevölkerung verbunden: Man kann schwieriger zu bewirtschaftende oder weniger ergiebige Flächen aufgeben, weil die verbliebenen landwirtschaftlichen Flächen und Importe zur Deckung des Bedarfs ausreichen.

## Ursachen
In den 1950er und 1960er Jahren setzte der große Strukturwandel in der Landwirtschaft mit einer zunehmenden Mechanisierung (mehr und größere Maschinen), Intensivierung (mehr synthetische Dünger und Pflanzenschutzmittel, Hochleistungssorten und -rassen) sowie Rationalisierung ein.
Rationalisierung in der Landwirtschaft bedeutet unter anderem auch Konzentration auf die ertragsstärksten und am leichtesten zu bewirtschaftenden Flächen. Gleichzeitig kam es zur Konzentration der landwirtschaftlichen Flächen bei immer weniger Betrieben und damit zum Höfesterben. Landwirtschaftliche Arbeitskräfte wanderten durch Landflucht zu Industriestandorten ab.
Ausschlaggebend für die Nutzungsaufgabe einer konkreten Fläche sind in der Regel zunächst ungünstige Standortfaktoren (Klima, Boden, Hanglage), verstärkt durch agrarstrukturelle (Flurzersplitterung, Parzellengröße, schlechte Erschließung) und/oder sozioökonomische Faktoren (geringes landwirtschaftliches Einkommen, fehlende Hofnachfolge).

## Folgen
Je nach Vornutzung, Bodentyp, Feuchteverhältnissen, Klima und Waldnähe versaumen und verbuschen die aufgegebenen Flächen mehr oder weniger schnell und werden dann zu Wald, wenn sie nicht ohnehin aufgeforstet werden.

## Begriff
Der Begriff „Sozialbrache“ wird heute seltener verwendet, obgleich der Strukturwandel in der Landwirtschaft und damit das Herausfallen von Flächen aus der landwirtschaftlichen Nutzung vor allem in sog. Ungunstgebieten unverändert anhält.
Problemgebiete sind vor allem die Mittelgebirge, in Baden-Württemberg z. B. der Schwarzwald und die Schwäbische Alb. Im Schwarzwald gibt es z. B. inzwischen Gemeinden mit 90 % Waldanteil, was negative Auswirkungen aufs Landschaftsbild und damit auf den Tourismus, aber auch auf den Kaltluftabfluss aus Wohnsiedlungen hat. Darüber hinaus werden mit dem "Zuwachsen der Landschaft" früher häufige Acker- und Grünland-Biotoptypen, Pflanzengesellschaften und Tier- und Pflanzenarten selten oder sind sogar existentiell bedroht.
Nach Vorgabe der EU (GAP-Reform 2005) müssen landwirtschaftliche Betriebe – soweit sie EU-Subventionen beziehen wollen – ihre Flächen jedoch in Zukunft offenhalten (Grünland z. B. einmal jährlich mulchen), auch wenn sie sie nicht mehr regulär bewirtschaften.